# Kleine goudrugspecht
De kleine goudrugspecht (Dinopium benghalense) is een vogel uit de familie van de spechten (Picidae). De wetenschappelijke naam van de soort werd in 1758 als Picus benghalensis gepubliceerd door Carl Linnaeus. Hij nam de naam over van Eleazar Albin en George Edwards. De naam 'benghalensis' betekent letterlijk 'uit Bengalen', waarmee indertijd vaak een groter gebied dan het huidige werd bedoeld.

## Kenmerken
Kleine goudrugspechten zijn middelgrote spechten met een kenmerkende kuif, een vrij zachte, lange en licht naar beneden gebogen staart en een relatief lange, bijna puntachtige spitse snavel die aan de basis vrij smal is. De nok van de snavel is naar beneden gebogen. Lichaamslengte is 26–29 cm, gewicht is 86-133 g. Ze zijn daardoor wat kleiner en beduidend lichter dan een groene specht (Picus viridus). De kleine goudrugspecht is een viertenige soort in het geslacht Dinopium. Het heeft een contrastrijke kleuring en vertoont omtrent de kleuring een duidelijk seksueel dimorfisme.

## Leefwijze

### Voeding
Het voedsel dat in de gehele boomlaag en ook op de grond wordt aangetroffen, bestaat voornamelijk uit mieren van geslachten als Camponotus en Meranoplus en hun larven en poppen. Ook vernielen de vogels de bladnesten van de zeer defensieve groene wevermier Oecophylla smaragdina. Af en toe eten deze spechten ook rupsen, snuitkevers, spinnen en andere kevers en eten ze regelmatig fruit en nectar. Kleine goudrugspechten hangen ook aan de onderkant van horizontale takken of bewegen zich achterwaarts om te foerageren.

### Voortplanting
Kleine goudrugspechten leven in paren. Het broedseizoen varieert afhankelijk van het verspreidingsgebied. Het valt voornamelijk in maart en april, zuidelijke populaties broeden af en toe een tweede keer in juli en augustus en in Sri Lanka broedt de soort bijna het hele jaar door van december tot september. De holen zijn gebouwd in bomen met zowel hard als zacht hout, meestal op een hoogte tussen 3 en 6 m of hoger, en de ingang van het hol heeft een diameter van ongeveer 8 cm. Het legsel bestaat uit twee tot drie eieren, die door beide ouders gedurende 17-19 dagen worden uitgebroed. De jongen krijgen van beide ouders uitgebraakt voedsel en vliegen na ongeveer drie weken uit.

## Verspreiding
Deze spechtsoort komt voor in grote delen van Zuid-Azië. Het verspreidingsgebied strekt zich uit in west-oostelijke richting van Pakistan via Zuid-Nepal tot Assam en West-Myanmar, in het zuiden omvat het bijna het hele Indiase subcontinent en Sri Lanka. De omvang van het totale verspreidingsgebied wordt geschat op 3.010.000 km².
Kleine goudrugspechten bewonen een breed spectrum van vochtige tot droge bossoorten tot kokos- en palmyra-palmplantages, parken, tuinen en lanen; ze zijn alleen afwezig in dichte, gesloten bossen en in droge gebieden. De dieren komen voor in India van de laaglanden tot 1700 m boven zeeniveau, in Sri Lanka tot 1500 m en in het westen van Myanmar tot ongeveer 915 m.
Er worden vijf ondersoorten onderscheiden:
- D. b. benghalense (Linnaeus, 1758): noordelijk, centraal en noordoostelijk India.
- D. b. dilutum (Blyth, 1852): van Pakistan tot westelijk India.
- D. b. tehminae (Whistler & Kinnear, 1934): zuidwestelijk India.
- D. b. puncticolle (Malherbe, 1845): centraal en zuidelijk India.
- D. b. jaffnense (Whistler, 1944): noordelijk Sri Lanka.

## Populatie en bedreiging
Informatie over de omvang van de wereldpopulatie is niet beschikbaar. De soort wordt als algemeen tot plaatselijk algemeen beschouwd, de populatie wordt als stabiel geschat. De kleine goudrugspecht is door de IUCN geclassificeerd als niet bedreigd.